# Общество композиторов, авторов и музыкальных издателей Канады
Общество композиторов, авторов и музыкальных издателей Канады (SOCAN) — канадская исполнительная организация по защите частных авторских прав, которая занимается защитой авторских прав композиторов, авторов песен и музыки, издателей — всего более чем ста тридцати тысяч человек причастных в Канаде к такого рода деятельности. Члены SOCAN Архивная копия от 3 марта 2016 на Wayback Machine получают финансовые отчисления, когда их музыка звучит на радио, ТВ, на концертах, в кино, в бизнесе и в цифровом виде по всему миру. 
SOCAN собирает лицензионные сборы с более чем ста двадцати пяти тысяч произведений канадской музыки через Авторско-правовой совет Канады.
SOCAN была создана в результате слияния двух бывших обществ по защите авторских прав в Канаде: Композиторской, авторской и издательской ассоциации Канады (КАПАК) и Исполнительной организации по правам Канады (Procan).
В соответствии с законом об авторском праве Канады, любое публичное исполнение музыкальных произведений, пользующееся защитой авторских прав, требует наличие лицензии. Когда песня звучит в общественных местах, ее создатели и исполнители имеют право на получение компенсации, которая обеспечивает их средствами к существованию. Без SOCAN предприятиям, использующим музыку публично, приходится получать разрешение от каждого композитора, автора песен, поэта и издателя отдельно, и это требуется для каждого музыкального произведения, которое предполагается использовать, с выплатой компенсации непосредственно каждому из авторов. SOCAN упрощает этот сложный процесс для бизнеса путём выдачи платных лицензий.
Лицензия SOCAN предоставляет собой разрешение получателю использовать музыку в своих целях и определённым образом. Компаниям могут потребоваться несколько лицензий, в зависимости от того, как они используют музыку (например, одна для фоновой музыки, другая для музыки караоке и т. д.). Тарифы SOCAN и связанные с использованием музыки сборы учитывают роль и значение музыки для конкретного бизнеса. Если музыка является неотъемлемой частью работы танцевального клуба или концертного зала, то тариф дороже, поскольку это уже бизнес.
Лицензия SOCAN даёт разрешение на использование защищённых авторским правом музыкальных произведений в любой точке мира. Имея соглашения с международными организациями по исполнительским правам, SOCAN выдает лицензии на всю музыку, используемую в общественных заведениях Канады, независимо от того, к какому обществу по защите авторских прав принадлежат создатели музыки. SOCAN впоследствии передает собранные денежные средства в соответствующие общества (Американское общество композиторов, авторов и издателей (American Society of Composers, Authors and Publishers); Australasian Performing Right Association; Composers and Authors Society of Hong Kong и др.), а также само получает средства от других обществ.
SOCAN работает на членской основе. В 2010 году 86 центов с каждого доллара, собранных SOCAN через выдачу лицензий, были распределены в качестве гонораров своим членам и членам аффилированных международных обществ SOCAN. Остальные средства пошли на покрытие эксплуатационных расходов SOCAN и на зарплату её работникам.